# 盡在不言中
《盡在不言中》是周慧敏的第二張個人國語專輯，於1993年5月7日推出。

## 專輯文案
在黑白不分喧囂不已的日子裡 　　
她未經世故的心幾乎都帶著忐忑不安 　　
曾孤單的以為 　　
坐在暗處裡簌簌落淚的聲音 
只有自己才聽到 　　
而有那麼一天 
難以置信的 　　
許多不知名的朋友 
你們用完全不講道理的愛 　　
築起了一個永不再有傷心的地方 　　
因為你們 錯綜紛亂的夢魘過去了 　　
蒼白的臉飛上了燦爛的笑顏 　　
從此她可以安全的依賴你 開始最美的初程 　　
從此生命裡的事 件件都和你們有關 　　
所有的感激 她不懂表現得太鋪張 　　
所有的感動 就算說得過度隆重也嫌不夠 　　
於是 我們選擇了『盡在不言中』 　　
因為 這是專屬於我們和她在音樂中的默契 　　
在動人的歌聲裡 有我們和她互通聲息的快樂 　　
——————周慧敏1993《盡在不言中》專輯寄語

## 曲目
| CD       | CD                 | CD       | CD       | CD       | CD                         | CD    |
| 曲序     | 曲目               |          | 作曲     | 编曲     | 备注                       | 时长  |
| -------- | ------------------ | -------- | -------- | -------- | -------------------------- | ----- |
| 1.       | 盡在不言中         | 黃桂蘭   | 林隆璇   | 王豫民   |                            | 4:18  |
| 2.       | 感激               | 黃桂蘭   | 楊明煌   | 屠穎     |                            | 4:33  |
| 3.       | 愛你的話不必多說   | 楊明煌   | 凌偉文   | 屠穎     |                            | 6:21  |
| 4.       | 你是真的愛我嗎？   | 潘麗玉   | 周慧敏   | 王繼康   | 《你還記得從前嗎？》國語版 | 5:04  |
| 5.       | 等一次真心         | 楊明煌   | 楊明煌   | 屠穎     |                            | 4:52  |
| 6.       | 一顆心只能愛一回   | 王中言   | 凌偉文   | 屠穎     |                            | 5:12  |
| 7.       | 還我一個不怕黑的夜 | 何啟弘   | 勝俁乃一 | 屠穎     | 《自作多情》國語版         | 5:01  |
| 8.       | 有話的心           | 姚若龍   | 徐日勤   | 徐日勤   | 《聖誕夜綿綿》國語版       | 4:58  |
| 9.       | 愛得剛好           | 李姚     | 飯島真理 | 王豫民   |                            | 4:16  |
| 10.      | 最怕唱起這首歌     | 王海玲   | 王繼康   | 王繼康   |                            | 6:02  |
| 总时长： | 总时长：           | 总时长： | 总时长： | 总时长： | 总时长：                   | 50:42 |